# مائورو برتارلی
مائورو برتارلی (انگلیسی: Mauro Bertarelli؛ زادهٔ ۱۵ سپتامبر ۱۹۷۰) بازیکن فوتبال اهل ایتالیا است.
از باشگاه‌هایی که در آن بازی کرده‌است می‌توان به باشگاه فوتبال آنکونا، باشگاه فوتبال سمپدوریا، و باشگاه فوتبال امپولی اشاره کرد.
وی همچنین در تیم‌های ملی فوتبال زیر ۲۱ سال ایتالیا و Italy national under-23 football team بازی کرده‌است.